# Qaḑā' al Jafr
Qaḑā' al Jafr (arabiska: قضاء الجفر) är en kommun i Jordanien.   Den ligger i guvernementet Ma'an, i den centrala delen av landet, 200 km söder om huvudstaden Amman.